# Coenochilus togoensis
Coenochilus togoensis är en skalbaggsart som beskrevs av Moser 1912. Coenochilus togoensis ingår i släktet Coenochilus och familjen Cetoniidae. Inga underarter finns listade i Catalogue of Life.